# یحیی بانانا
یحیی بانانا (انگلیسی: Banana Yaya؛ زادهٔ ۲۹ ژوئیهٔ ۱۹۹۱) بازیکن فوتبال اهل کامرون است.
از باشگاه‌هایی که در آن بازی کرده‌است می‌توان به باشگاه فوتبال المپیاکوس، باشگاه فوتبال لوزان-اسپورت، باشگاه فوتبال پانیونیوس، باشگاه فوتبال سوشو، و باشگاه فوتبال اسپرانس تونس اشاره کرد.
وی همچنین در تیم‌های ملی فوتبال Cameroon national under-20 football team و کامرون بازی کرده‌است.